# Coriolopsis hostmannii
Coriolopsis hostmannii är en svampart som först beskrevs av Miles Joseph Berkeley, och fick sitt nu gällande namn av Ryvarden 2007. Coriolopsis hostmannii ingår i släktet Coriolopsis och familjen Polyporaceae.   Inga underarter finns listade i Catalogue of Life.